# Adolphe Ferrière
Pour les articles homonymes, voir Ferrière.
Adolphe Ferrière (né le 30 août 1879 à Genève, mort le 16 juin 1960 à Genève) est un pédagogue et professeur de pédagogie expérimentale suisse, un des fondateurs du mouvement de l'éducation nouvelle. Une maladie l'a rendu complètement sourd dès l'âge de 20 ans.

## Le pédagogue
Adolphe Ferrière s'intéresse très tôt aux premières écoles nouvelles anglaises d'Abbotsholme et de Bedales et visite en 1899 l'école des Roches, précurseur des méthodes actives d'enseignement.

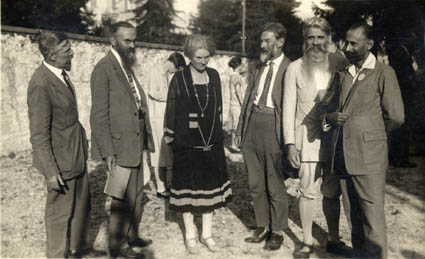
Ovide Decroly, Pierre Bovet, Beatrice Ensor, Édouard Claparède, Paul Geheeb et Adolphe Ferrière, lors d'une conférence de la Ligue internationale pour l'éducation nouvelle

Engagé dans l'école expérimentale de Glarisegg (de) en Thurgovie (Suisse), Adolphe Ferrière doit rapidement renoncer à y enseigner en raison de sa surdité.
En 1909, il publie son Projet d’école nouvelle à partir de son expérience dans les écoles nouvelles anglaises, allemandes, suisses et françaises, en espérant être financé pour créer sa propre école nouvelle en Suisse de langue française. De 1913 à 1920, il est professeur à l’Institut Jean-Jacques Rousseau, dont il est l’un des principaux animateurs.
En 1915, il rédige les « 30 points qui font une école nouvelle ».
En 1921, il crée la Ligue internationale pour l'éducation nouvelle, dont il rédige la charte. Les congrès de cette ligue permettront jusqu'à la Seconde Guerre mondiale des rencontres de nombreux pédagogues, dont : Maria Montessori, Célestin Freinet, Gisèle de Failly, Roger Cousinet, Édouard Claparède.
En 1924, avec son collègue Paul Meyhoffer de l'Institut Jean-Jacques Rousseau, et les hauts fonctionnaires de la Société des Nations Arthur Sweetser et Ludwik Rajchman, Ferrière fonde l'École internationale de Genève (la première du genre dans le monde) et, pendant les premiers mois de son existence, l'accueille dans un chalet dont il était propriétaire,,.

## Autres intérêts
Il collabore au journal humaniste et pacifiste L'Essor, dont il est rédacteur responsable entre 1919 à 1922. Il est aussi proche de la Société religieuse des Amis (quakers), dont sa sœur Maya est membre.
À la suite de sa relation avec l'astrologue et statisticien suisse Karl Ernst Krafft (de), Adolphe Ferrière s'est passionné à partir de 1923 et jusqu'à la fin de sa vie pour une entreprise qui lui valut une progressive mise à l'écart des milieux académiques : l'application de l'astrologie à sa typologie, sous le nom de « typocosmie ».
Selon Hameline, les publications de Ferrière comme « éditorialiste politique » sont aussi nombreuses que celles concernant la pédagogie. L'éducation est seulement un aspect de l'engagement de Ferrière dans la société.

## Famille
Adolphe Fréderic Emmanuel Ferrière est né en 1879 dans une famille genevoise de la bourgeoisie philanthropique. Il est l'aîné des quatre enfants de Frédéric Ferrière (1848-1924) et d'Adolphine Faber (de Vienne, 1853-1932). Le père est un médecin qui a été vice-président du CICR et député au Grand Conseil à Genève. Le grand-père Jean Emmanuel Ferrière était pasteur et chapelain des prisons.
Ses parents seront tôt en relation avec le mouvement des écoles nouvelles.
Dans sa jeunesse, Adolphe Ferrière perd progressivement ses capacités auditives et devient complètement sourd à l'âge de 20 ans.
En 1908, il rencontre Isabelle Bugnion (1885-1969), enseignante en sciences naturelles et nièce d'Auguste Forel. Ils se marient en 1910. Elle a été l'assistante de son mari et surtout elle lui a servi d'interprète à cause de sa surdité. Ils ont un fils unique, Claude Ferrière, (1916-2002).
En 1918, son chalet des Pléiades brûle, entraînant la mort de la jeune fille qui s'occupait du petit Claude. De nombreux manuscrits précieux, dont son « journal » sont détruits. Avec l'aide d'amis et de sa famille, il va rédiger un « Journal reconstitué » pour la période 1879–1918. Il continuera à tenir son « Petit journal » jusqu'à sa mort, ainsi que son « Grand journal » dès 1930.
Après avoir vécu aux Pléiades (1 365 mètres d'altitude, au-dessus du lac Léman, commune de Blonay), le couple s'établit à « La Forge » à La Sallaz (Lausanne), puis finalement à Genève.

## Publications
- Projet d’école nouvelle, Neuchâtel, Foyer solidariste, 1909
- La Science et la Foi, Neuchâtel, Delachaux et Niestlé, 1912
- La loi du progrès en biologie et en sociologie, Neuchâtel, Delachaux et Niestlé, 1915
- Préface à Faria de Vasconcellos (A.), Une École nouvelle en Belgique, Neuchâtel, Delachaux & Niestlé, 1915
- Transformons l'école, Neuchâtel, Delachaux et Niestlé, 1920Traduit en suédois, espagnol, italien, portugais, tchèque et espéranto. Seconde édition J. Oliven, Paris, 1947
- L'éducation dans la famille, Neuchâtel, Delachaux et Niestlé, 1921Traduit en espagnol, roumain, allemand, grec, finlandais, turc et néerlandais
- L'autonomie des écoliers, Neuchâtel, Delachaux et Niestlé, 1921 (réimpr. 1950)Traduit en italien, espagnol et polonais
- L'activité spontanée chez l'enfant, Neuchâtel, Delachaux et Niestlé, 1922
- L'école active, Neuchâtel ; Genève etc., Forum, 1922 (réimpr. 1953), 415 p.Traduit en roumain, espagnol, italien, allemand, serbo-croate, japonais, portugais, anglais, ourdu et hindi
D'abord en 2 vol., puis condensé en un seul volume. 8e éd. 1972 (Delachaux et Niestlé, Neuchâtel)
Réédition 2004 (coll. « Pédagogues du monde entier », Fabert, Paris)
- Les types psychologiques chez l'enfant, chez l'adulte et au cours de l'éducation, Neuchâtel, Delachaux et Niestlé, 1922
- La pratique de l'école active, Neuchâtel, Delachaux et Niestlé, 1924 (réimpr. 1929)Traduit en russe, portugais, italien et espagnol
- La coéducation des sexes, Neuchâtel, Delachaux et Niestlé, 1926Repris dans Transformons l'école, 1948
- Le progrès spirituel, Neuchâtel, Delachaux et Niestlé, 1927Traduit en espagnol, allemand et portugais
- Bakulé et son œuvre éducatrice, 1926
- Le grand cœur maternel de Pestalozzi, Neuchâtel, Delachaux et Niestlé, 1928
- L'avenir de la psychologie génétique, Neuchâtel, Delachaux et Niestlé, 1931
- L'école sur mesure, Neuchâtel, Delachaux et Niestlé, 1931
- Caractérologie typocosmique : cadre synthétique pour l'étude des types psychologiques, la compréhension de l'individualité et l'éducation des enfants et des Adultes, Genève et Paris, Bureau de la Ligue internationale pour l'éducation Nouvelle, 1932 (En collaboration avec Karl Ernst Krafft (de))
- Alimentation et radiations - Vues nouvelles sur l'économie organique et l'économie morale[11], Bordeaux, Éditions du Trait d'Union, 1935, 343 p.
- Nos enfants et l'avenir du pays, Neuchâtel, Delachaux et Niestlé, 1942
- Libération de l'homme, Genève, Éditions du Mont Blanc, 1943
- Vers une classification naturelle des types psychologiques, Nice, 1943
- Maison d'enfants de l'après-guerre, Neuchâtel, Delachaux et Niestlé, 1945
- Typocosmie, t. I: L'influence des astres, Nice, Éditions des cahiers astrologiques, 1946
- L'école active à travers l'Europe, Paris, Michon, 1948
- Le Dr Frédéric Ferrière : son action à la Croix-Rouge internationale en faveur des civils victimes de la guerre, Genève, Suzerenne, 1948, 167 p.
- Typocosmie, t. II: Le mystère cosmique: de la préscience par la science à la conscience, Nice, Éditions des cahiers astrologiques, 1949
- Brève initiation à l'éducation nouvelle, Paris, Bourrelier, 1951
- Typocosmie, t. III: Le mystère de la personne, Turin, Rigois, 1955
- Typocosmie, t. IV: Le cosmos et l'homme, Turin, Rigois, 1955

## Archives
- Fonds : Adolphe Ferrière (1808-2005) [25 mètres linéaires].  Cote : AIJJR/AdF. Archives de l’Institut Jean-Jacques Rousseau (Université de Genève) (présentation en ligne).